# Dominik Leibl
Dominik Leibl (geboren 1. April 1869 in Sennfeld, Großherzogtum Baden; gestorben 21. Dezember 1947 in Hradzen) war ein österreichischer und tschechoslowakischer sozialistischer Gewerkschafter und Politiker.

## Leben
Dominik Leibl erlernte das Tischlerhandwerk. In Wien war er als Tischlergeselle Mitgründer des gewerkschaftlichen Fachvereins der Tischler. Er zog nach Böhmen und arbeitete als Tischlermeister und Kleinlandwirt in Hradzen. Er war in Österreich-Ungarn Mitgründer des Reichsverbands der Kleinlandwirte und Häusler und Herausgeber der Verbandszeitschrift Der kleine Landwirt. Leibl wurde Mitglied der Sozialdemokratischen Arbeiterpartei (SDAP). Er kandidierte 1907 für die Wahlen zum Reichsrat und, ebenso erfolglos, 1911 für die Wahlen zum Abgeordnetenhaus in Böhmen.
Nach dem Ersten Weltkrieg gründete er 1920 in der Tschechoslowakei den Verband der Kleinlandwirte und Häusler. Er war nun Mitglied der
Deutschen sozialdemokratischen Arbeiterpartei in der Tschechoslowakischen Republik (DSAP) und wurde Mitglied des Parteiausschusses für Agrarfragen. Leibl wurde 1920 als Abgeordneter in das Tschechoslowakische Abgeordnetenhaus gewählt und bei den folgenden Wahlen bis 1935 jeweils wiedergewählt.
Nach dem Münchener Abkommen 1938 und der Okkupation des Sudetenlandes durch das Deutsche Reich wurde Leibl von den Nationalsozialisten verfolgt und erhielt Hausarrest.

## Schriften (Auswahl)
- Josef Schweichhart: Rot oder grün?: einige Wahrheiten aus dem parlamentarischen Leben über die Politik des „Bundes der Landwirte“ und der deutschen Sozialdemokratie. Mit einem Nachwort des Abgeordneten Dominik Leibl. Teplitz-Schönau: Zentral-Verband deutscher Kleinbauern und Häusler, 1921